# Bezau
Bezau är en ort och kommun i distriktet Bregenz i förbundslandet Vorarlberg i Österrike.